# 七喷泉广场 (大马士革)

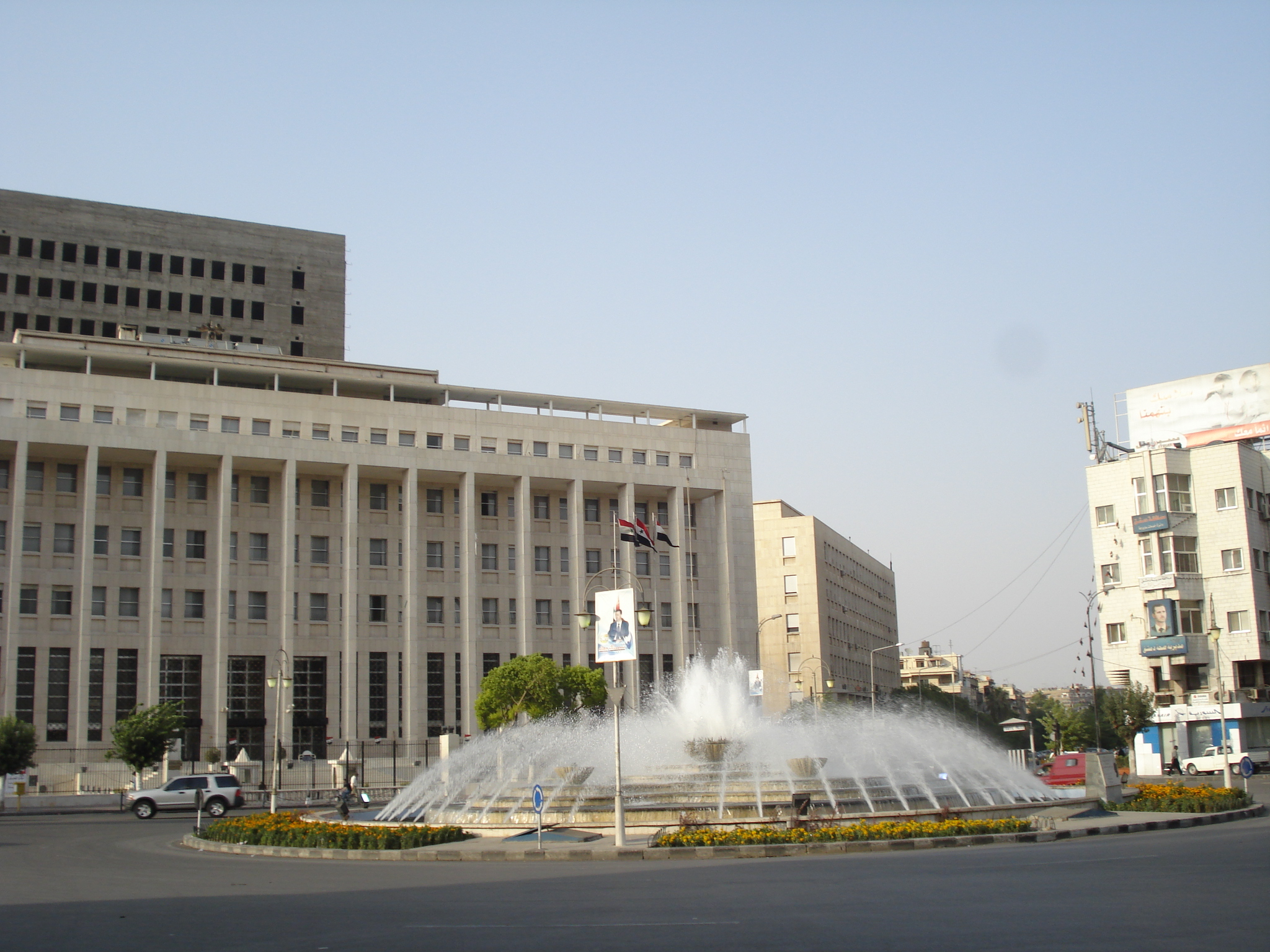
七喷泉广场与叙利亚中央银行

七喷泉广场（阿拉伯语：‎）是在叙利亚大马士革的一个大型广场。许多重要政府大楼，包括叙利亚中央银行皆设于此。许多重要街道，例如巴格达街均汇聚于此。该广场由法国当局开辟于1925年，广场上有一个小穹顶与七个喷泉，当时被称为“上尉广场”。叙利亚独立后拆除雕塑，并且更名。
在叙利亚内战期间，广场上曾举行数次支持阿萨德政权的大型集会。